# Rivolta del Politecnico di Atene
La rivolta del Politecnico di Atene avvenne nel novembre 1973 nell'ambito di una massiccia manifestazione studentesca sul rifiuto popolare della giunta militare greca del 1967-1974. La rivolta iniziò il 14 novembre 1973, degenerò in un'aperta rivolta anti-giunta e terminò in uno spargimento di sangue al mattino del 17 novembre dopo una serie di eventi iniziati con un carro armato che si schiantò contro i cancelli del Politecnico.

## Cause
Dal 21 aprile 1967, la Grecia era sotto il dominio dittatoriale dei militari, un regime che aveva abolito i diritti civili, sciolto i partiti politici ed esiliato, imprigionato e torturato politici e cittadini in base alle loro convinzioni politiche. Nel 1973 il leader della giunta militare Georgios Papadopoulos aveva intrapreso un processo di "liberalizzazione" del regime, che includeva il rilascio dei prigionieri politici e l'abolizione parziale della censura, nonché le promesse di una nuova costituzione e di nuove elezioni per il ritorno al governo civile. Gli elementi dell'opposizione, compresi i socialisti, ebbero così l'opportunità di intraprendere un'azione politica contro la giunta.
Gli Stati Uniti avevano un interesse clandestino nella soppressione dei socialisti e avevano un agente della CIA chiamato John Maury che era in consultazione a sostegno dei capi della giunta. Il vicepresidente americano Spiro Agnew elogiò la giunta come «l'incarnazione del governo di Pericle dell'antica Atene».
La giunta, cercando di controllare ogni aspetto della politica, interferiva con il sindacalismo studentesco dal 1967, vietando le elezioni studentesche nelle università, forzando la coscrizione degli studenti e imponendo capi non eletti nelle associazioni studentesche. Queste azioni, alla fine, crearono sentimenti anti-giunta tra gli studenti, come l'esempio dello studente di geologia Kostas Georgakis che si suicidò nel 1970 a Genova come atto di protesta contro la giunta.
La prima massiccia azione pubblica contro la giunta arrivò dagli studenti il 21 febbraio 1973, quando gli studenti di giurisprudenza scioperarono e si barricarono all'interno degli edifici della Facoltà di Giurisprudenza dell'Università di Atene, nel centro della Capitale, chiedendo l'abrogazione della legge che imponeva la coscrizione forzata dei "giovani sovversivi", poiché 88 dei loro coetanei erano stati forzatamente arruolati per l'esercito. Alla polizia fu ordinato di intervenire e, secondo quanto riferito, molti studenti furono sottoposti alla brutalità della polizia. Gli eventi alla Facoltà di Giurisprudenza sono spesso citati come il preludio alla rivolta del Politecnico.
La rivolta studentesca fu anche fortemente influenzata dai movimenti giovanili degli anni '60, in particolare dagli eventi del maggio 1968 in Francia. Un movimento studentesco anti-dittatoriale stava così crescendo tra i giovani, e la polizia utilizzava metodi brutali e torture nei loro confronti per affrontare la minaccia.

## Eventi di novembre

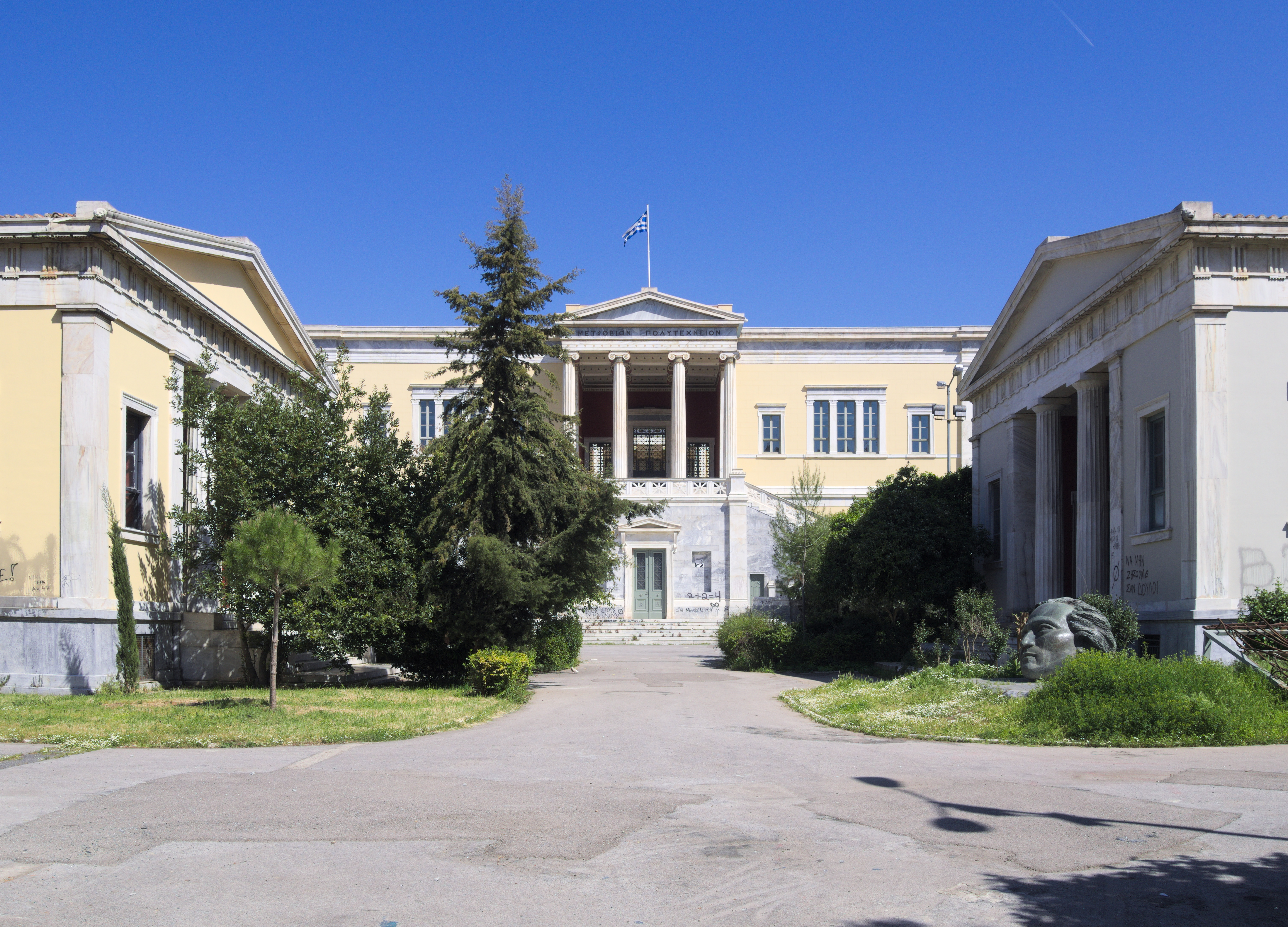
L'ingresso dell'Università Tecnica Nazionale di Atene

### 14 novembre
Il 14 novembre 1973, gli studenti del Politecnico di Atene (Polytechneion) scioperarono e iniziarono a protestare contro il regime militare (Regime dei colonnelli). Mentre le autorità erano in attesa, gli studenti si definivano i "Liberi assediati" (in greco: Ελεύθεροι Πολιορκημένοι, un riferimento al poema del poeta greco Dionysios Solomos ispirato all'assedio ottomano di Missolungi). Il loro principale slogan era:
Si formò spontaneamente un'assemblea che decise di occupare il Politecnico. I due principali partiti studenteschi, il marxista filo-sovietico A-AFEE e Rigas non approvarono il movimento. Esponenti di sinistra e anarchici avviarono il sit-in sostenendo che la rivolta avrebbe dovuto richiedere l'abolizione del capitalismo, ma il gruppo ribelle più grande e poco convinto non era d'accordo e scelse invece di chiedere il ripristino della democrazia. Venne costituita una Commissione di Coordinamento dell'Occupazione ma perse il controllo sulla rivolta. La polizia si radunò fuori e non riuscì a irrompere nei locali.
Gli slogan e i graffiti degli studenti erano anti-Nato e anti-americani, e paragonavano la giunta greca alla Germania nazista.

### 15 novembre
Durante il secondo giorno di occupazione (spesso chiamato giorno di celebrazione), migliaia di persone da Atene si riversarono per sostenere gli studenti. Fu installato un trasmettitore radio e Maria Damanaki, allora studentessa e membro dell'A-EFEE, rese popolare lo slogan "Pane-Istruzione-Libertà". Le richieste dell'occupazione erano antimperialiste e anti-NATO. Parti terze che si allearono con le proteste studentesche furono gli operai edili (che istituirono un comitato parallelo accanto al CCO) e alcuni contadini di Megara, che per coincidenza protestavano negli stessi giorni ad Atene.

### 16 novembre 1973
Venerdì 16 novembre il CCO annunciò un proclama che gli studenti miravano a far cadere la giunta. Nel pomeriggio si svolsero manifestazioni e attacchi contro i vicini ministeri. Le strade centrali vennero chiuse, scoppiarono incendi e per la prima volta ad Atene furono lanciate bottiglie molotov. La giunta decise di rispondere con fermezza, reprimendo le rivolte. I cecchini furono piazzati negli edifici nei pressi del Politecnico e assassinarono 24 persone in totale. Gli studenti si barricarono e costruirono una stazione radio (usando le attrezzature di laboratorio) che trasmetteva ripetutamente in tutta Atene:
Maria Damanaki, in seguito politica, fu una delle principali oratrici. Presto migliaia di lavoratori e giovani si unirono a loro protestando dentro e fuori il Politecnico di Atene.

### 17 novembre
Nelle prime ore del 17 novembre 1973, il governo di transizione mandò un carro armato a sfondare i cancelli del Politecnico di Atene. Poco dopo, lo stesso Spyros Markezinis ebbe il compito di chiedere a Papadopoulos di ripristinare la legge marziale. Prima della repressione, le luci della città erano state spente e l'area era illuminata solo dalle luci del campus, alimentate dai generatori dell'università. Un carro armato AMX 30 (ancora conservato in un piccolo museo di unità corazzate in un campo militare ad Avlona, non aperto al pubblico) si schiantò contro il cancello del Politecnico di Atene intorno alle 03:00. In un filmato poco chiaro girato clandestinamente da un giornalista olandese, il carro armato fu mostrato mentre abbatteva l'ingresso principale in acciaio del campus, al quale le persone erano aggrappate. Sopravvivono anche prove documentali nelle registrazioni delle trasmissioni radiofoniche del "Politecnico di Atene" dai locali occupati. In queste si sente la voce di un giovane che chiede disperatamente ai soldati (che lui chiama 'fratelli d'armi') che circondano il complesso edilizio di disobbedire agli ordini militari e di non combattere i 'fratelli che protestano'. La voce continua con uno scoppio emotivo, recitando il testo dell'inno nazionale greco, fino a quando il carro armato non entra nel cortile, momento in cui cessa la trasmissione.
Un'indagine ufficiale avviata dopo la caduta della giunta dichiarò che nessuno studente del Politecnico di Atene rimase ucciso durante l'incidente. Le vittime totali registrate ammontano a 24 civili uccisi al di fuori del campus del Politecnico. Queste includono il diciannovenne Michael Mirogiannis, secondo quanto riferito, colpito a morte dall'ufficiale Nikolaos Dertilis, gli studenti delle scuole superiori Diomedes Komnenos e Alexandros Spartidis del Lycee Leonin e un bambino di cinque anni colpito dal fuoco incrociato nel sobborgo di Zografou. I verbali dei processi tenuti dopo il crollo della Giunta documentano le circostanze della morte di molti civili durante la rivolta e, sebbene il numero dei morti non sia stato contestato dalla ricerca storica, rimane oggetto di controversie politiche. A ciò si aggiungono centinaia di civili che rimasero feriti durante gli eventi.
Il coinvolgimento di Ioannides nell'incitare i comandanti delle unità delle forze di sicurezza a commettere atti criminali durante la rivolta del Politecnico di Atene è stato sottolineato nell'atto d'accusa presentato alla corte dal pubblico ministero durante i processi alla Giunta greca e nella sua successiva condanna nel processo al Polytechneion dove fu ritenuto moralmente responsabile degli eventi.

## Risvolti della rivolta

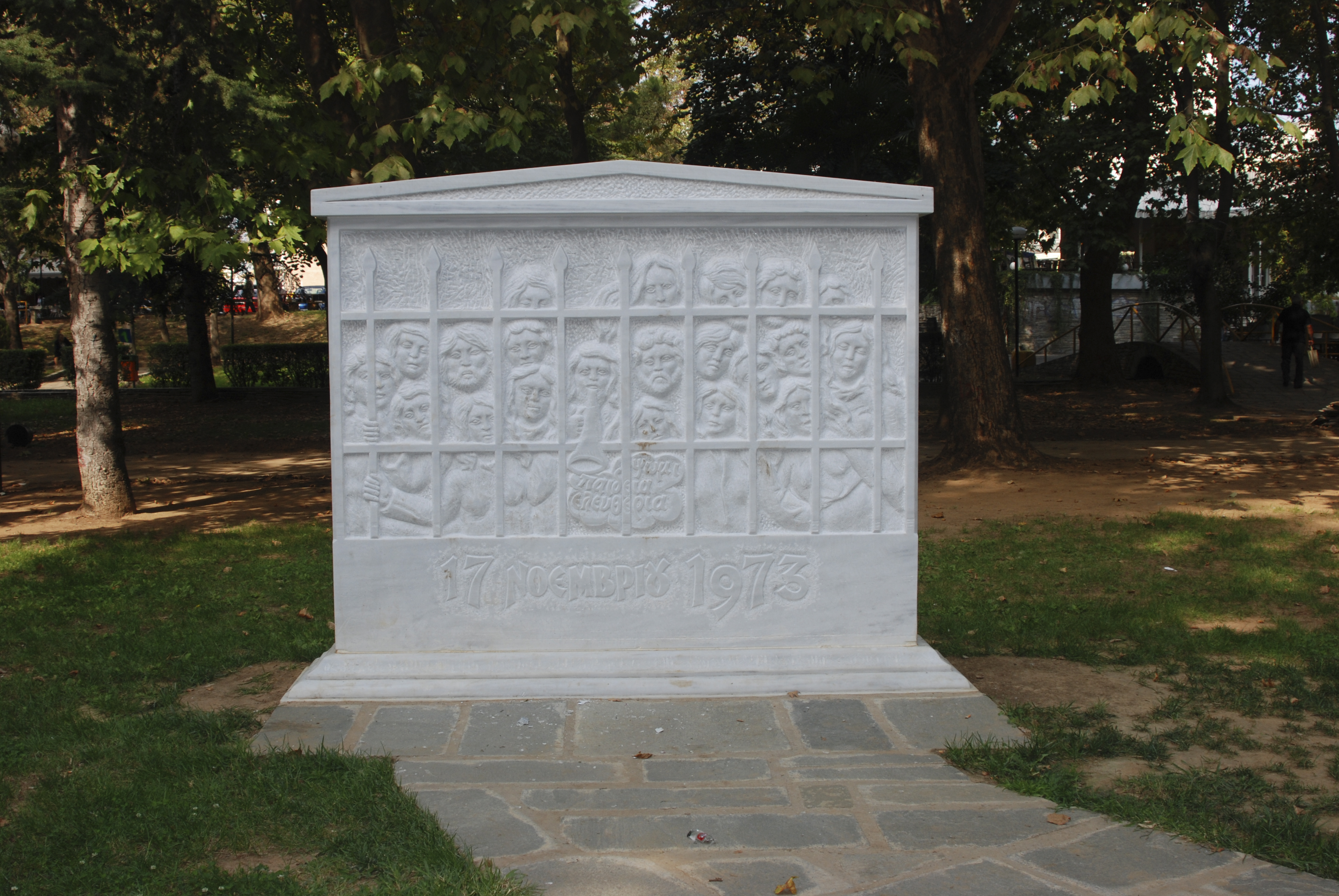
Una scultura per la rivolta

La rivolta innescò una serie di eventi che posero bruscamente fine al tentativo di "liberalizzazione" del regime sotto Spiros Markezinis. Papadopoulos, durante il suo processo di liberalizzazione e anche durante la dittatura, tentò di riprogettare il panorama politico greco, ma fallendo ripetutamente. Nelle sue note biografiche, pubblicate come opuscolo dai sostenitori nel 1980, si menziona che frequentò il Polytechneion, la principale scuola di ingegneria del paese, ma non si laureò.
Il generale di brigata Dimitrios Ioannides, uno scontento della linea dura della giunta, usò la rivolta come pretesto per ristabilire l'ordine pubblico e organizzò un controgolpe che rovesciò Geōrgios Papadopoulos e Spiros Markezinis il 25 novembre dello stesso anno. La legge militare fu ripristinata e la nuova giunta nominò presidente il generale Phaedon Gizikis e primo ministro l'economista Adamantios Androutsopoulos, anche se Ioannides rimase l'uomo forte dietro le quinte.
Il fallito tentato colpo di stato di Ioannides del 15 luglio 1974 contro l'arcivescovo Makarios III, allora presidente di Cipro, scatenò l'invasione di Cipro da parte della Turchia. Questi eventi causarono l'implosione del regime militare e inaugurarono l'era della metapolitefsi (in greco "cambiamento politico/di regime"). Costantino Karamanlis fu invitato a tornare dall'autoesilio in Francia e venne nominato primo ministro della Grecia dal presidente Phaedon Gizikis. La democrazia parlamentare venne così ripristinata e le elezioni parlamentari greche del 1974 furono le prime elezioni libere tenute in un decennio.

## Eredità storica

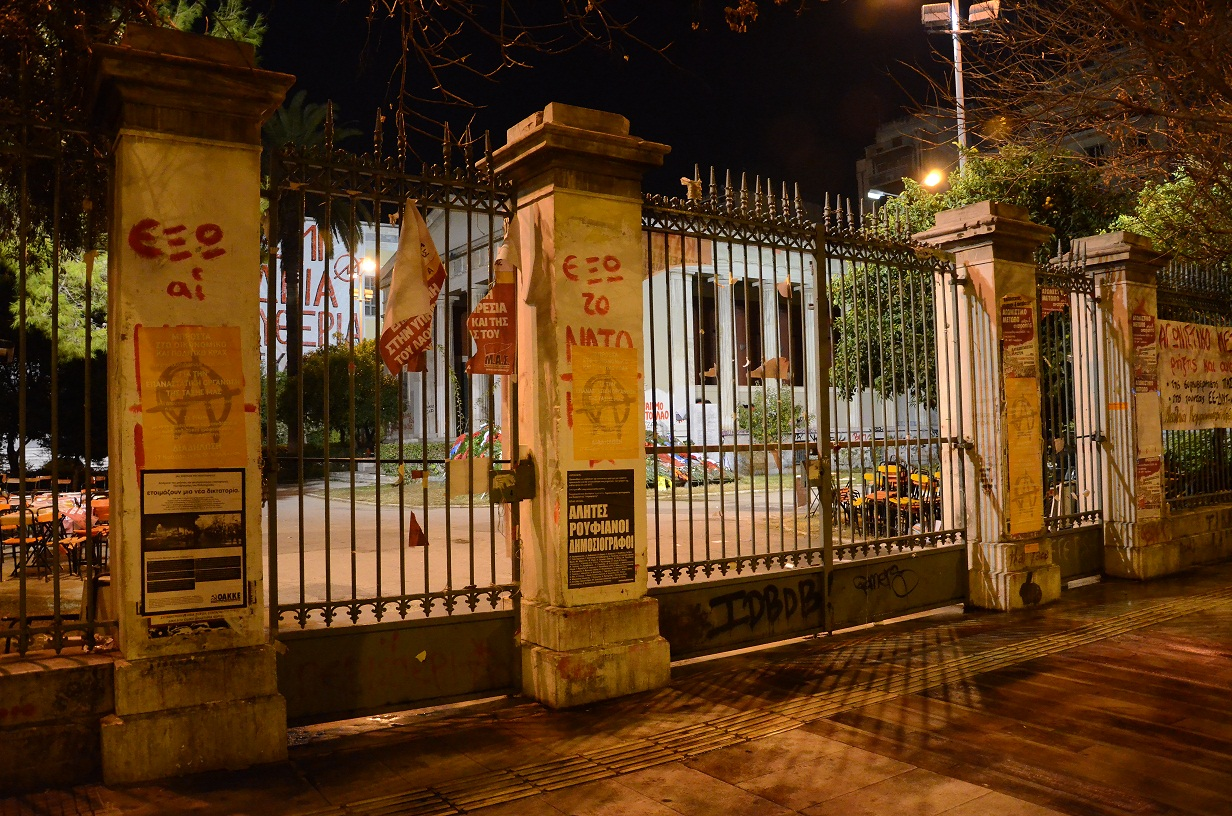
Porta del Politecnico, 17 novembre 2011

Il 17 novembre è attualmente osservato in Grecia come festività per tutti gli istituti educativi; si svolgono funzioni commemorative, con gli studenti che vi partecipano, mentre alcune scuole e tutte le università rimangono chiuse durante il giorno. La sede centrale della commemorazione è il campus del Polytechneio. Il campus è chiuso il 15 (il giorno in cui gli studenti occuparono per la prima volta il campus nel 1973). Studenti e politici depongono corone su un monumento all'interno del Polytechneio su cui sono incisi i nomi degli studenti del Polytechneio uccisi durante la Resistenza greca negli anni '40, mentre viene pronunciato un elenco delle vittime della giunta dei 7 anni.
La giornata della commemorazione si conclude tradizionalmente con una manifestazione che inizia dal campus del Polytechneio e termina all'ambasciata degli Stati Uniti. Due manifestanti furono uccisi durante la manifestazione del 1980: Iakovos Koumis e Stamatina Kanellopoulou.
La rivolta studentesca è salutata da molti come un valoroso atto di resistenza contro la dittatura militare, e quindi come un simbolo di resistenza alla tirannia.
La lotta studentesca ebbe anche un effetto duraturo sull'anarchismo greco. Nonostante la minore influenza dell'estrema sinistra nella stessa rivolta, la sua visione insoddisfatta divenne un grido di battaglia per gli anarchici greci internamente. L'ormai defunta organizzazione di estrema sinistra Organizzazione 17 novembre prende il nome dall'ultimo giorno della rivolta del Politecnico.